# Erodius quadrilineatus
Erodius quadrilineatus is een keversoort uit de familie zwartlijven (Tenebrionidae). De wetenschappelijke naam van de soort is voor het eerst geldig gepubliceerd in 1865 door Kraatz.